# Alojz Bomba
Alojz Bomba (* 30. dubna 1953) je bývalý slovenský fotbalový brankář.

## Fotbalová kariéra
V československé lize hrál za VSS Košice. Nastoupil ve 4 ligových utkáních. Gól v lize nedal.Brat sa volá Alexander a nie Jozef,sú menovci.

## Ligová bilance
| Ročník                                   | Zápasy | Góly | Klub       |
| ---------------------------------------- | ------ | ---- | ---------- |
| 1. československá fotbalová liga 1973/74 | 1      | 0    | VSS Košice |
| 1. československá fotbalová liga 1974/75 | 3      | 0    | VSS Košice |
| CELKEM                                   | 4      | 0    |            |